# Kovács Károly (zalaegerszegi polgármester)
Kovács Károly (Kaposvár, 1839. szeptember 19. – Zalaegerszeg, 1904. február 5.), Zalaegerszeg városa első polgármestere, ügyvéd, jogász.

## Élete
Kispolgári római katolikus családban született. Apja Kovács János csizmadia mester, anyja Szokcsovits Julianna volt. Kovács Károly már végzett ügyvédként került Zalaegerszegre az 1860-as években. Ügyvédi irodát nyitott, és gyorsan bekapcsolódott a város közéletébe. Kiváló szervezőkészségéről is ismert volt. Már 1870-ben tagja volt a város képviselő-testületének, 1874-ben pedig parancsnoka lett a Zalaegerszegi Önkéntes Tűzoltó Egyletnek. Később más helyi egyesületekben is feltűnt a neve. Politikai pártállását tekintve a Függetlenségi Párttal szimpatizált. Az 1884-es országgyűlési választásokon segítette farkaspatyi Farkas Dávid jelöltállítását, akit (a párt programjával) meg is választottak országgyűlési képviselőnek.
Svastits Benő zalai alispán a tisztújítás napját 1885. május 13-ára tűzte ki. Az időpont a képviselők igazolási eljárása és a közben esedékes megyei közgyűlés miatt esett erre a viszonylag távoli dátumra. A jelzett napon legelőször a polgármester személyéről kellett dönteni a zalai történelemben. Hamarosan kiderült, hogy az állásra egyetlen pályázó jelentkezett: Kovács Károly zalaegerszegi ügyvéd, akit a jelenlévők közfelkiáltással, lelkes éljenzéssel Zalaegerszeg első emberévé választottak. Előzetes, aktív közéleti szerepvállalása, népszerűsége megalapozta a sikert, az út – mondhatni – egyenesen vezetett idáig.
Tíz évig állt a város élén, amely idő alatt óriási építkezésekbe kezdett; polgármestersége idején épült fel többek között az új városháza, a pénzügyi palota, az Arany Bárány Szálló, továbbá az Állami Főgimnázium, óvoda, laktanya, valamint a téglagyár. Kovács azonban mindeközben nem számolt a város teherbíró-képességével, így hatalmas adósságokat halmozott fel, hosszú évtizedek múlva is érezhető következményekkel. Emiatt polgármesterségének utolsó éveiben elvesztette a népszerűségét, majd meggyengült látására hivatkozva 1895-ben lemondott hivataláról, s a közélettől visszavonulva haláláig ügyvédként dolgozott. Az utolsó időszak kudarcai ellenére városépítő és -fejlesztő tevékenysége az utókor számára mégis kiemelkedő városvezetővé teszi.

## Házassága és gyermekei
1873. február 22-én Zalaegerszegen feleségül vette a római katolikus polgári származású Strohmayer Izabella (Zalaegerszeg, 1850. dec. 22. – Veszprém, 1931. márc. 29.) úrhölgyet, akinek a szülei Strohmayer György (1812–1854) zalaegerszegi nyomdász és Szabó Rozália (1821–1910) voltak; megözvegyülése után Szabó Rozália geönczi nemes Tahy Gyula hitvese lett. A házasságkötésnél Svastics Benő és Novák János voltak a tanúk. Kovács Károly és Stohmayer Izabella frigyéből született:
- Kovács Izabella Mária (Zalaegerszeg, 1873. szeptember 29. – Budapest, 1943. december 13.). Első férje Fehér József (1871. – Zalaegerszeg, 1903. január 6.) okleveles bányamérnök, második férje Liedemann Károly (1877–?) honvédszázados.
- Kovács Károly János (Zalaegerszeg, 1874. december 27. – Zalaegerszeg, 1875. február 19.)
- Kovács Magdolna Leontin (Zalaegerszeg, 1879. július 18. – Zalaegerszeg, 1942. október 2.), férjezett Vágó Jánosné.